# Follainville-Dennemont
Follainville-Dennemont és un municipi francès, situat al departament d'Yvelines i a la regió de Illa de França. L'any 2007 tenia 1.871 habitants.
Forma part del cantó de Limay, del districte de Rambouillet i de la Comunitat urbana Grand Paris Seine et Oise.

## Demografia

### Població
El 2007 la població de fet de Follainville-Dennemont era de 1.871 persones. Hi havia 660 famílies, de les quals 152 eren unipersonals (68 homes vivint sols i 84 dones vivint soles), 180 parelles sense fills, 256 parelles amb fills i 72 famílies monoparentals amb fills.
La població ha evolucionat segons el següent gràfic:
Habitants censats

### Habitatges
El 2007 hi havia 722 habitatges, 662 eren l'habitatge principal de la família, 22 eren segones residències i 38 estaven desocupats. 651 eren cases i 64 eren apartaments. Dels 662 habitatges principals, 565 estaven ocupats pels seus propietaris, 77 estaven llogats i ocupats pels llogaters i 20 estaven cedits a títol gratuït; 21 tenien una cambra, 42 en tenien dues, 66 en tenien tres, 169 en tenien quatre i 364 en tenien cinc o més. 503 habitatges disposaven pel capbaix d'una plaça de pàrquing. A 272 habitatges hi havia un automòbil i a 347 n'hi havia dos o més.

### Piràmide de població
La piràmide de població per edats i sexe el 2009 era:
| Homes | Edats   | Dones |
| ----- | ------- | ----- |
| 0     | 95 o +  | 8     |
| 4     | 90 a 94 | 24    |
| 0     | 85 a 89 | 32    |
| 12    | 80 a 84 | 16    |
| 20    | 75 a 79 | 16    |
| 24    | 70 a 74 | 32    |
| 48    | 65 a 69 | 44    |
| 56    | 60 a 64 | 52    |
| 88    | 55 a 59 | 60    |
| 84    | 50 a 54 | 88    |
| 76    | 45 a 49 | 60    |
| 64    | 40 a 44 | 60    |
| 64    | 35 a 39 | 68    |
| 56    | 30 a 34 | 104   |
| 56    | 25 a 29 | 36    |
| 56    | 20 a 24 | 52    |
| 56    | 15 a 19 | 56    |
| 72    | 10 a 14 | 40    |
| 68    | 5 a 9   | 60    |
| 40    | 0 a 4   | 56    |

## Economia
El 2007 la població en edat de treballar era de 1.206 persones, 865 eren actives i 341 eren inactives. De les 865 persones actives 804 estaven ocupades (421 homes i 383 dones) i 61 estaven aturades (32 homes i 29 dones). De les 341 persones inactives 122 estaven jubilades, 123 estaven estudiant i 96 estaven classificades com a «altres inactius».

### Ingressos
El 2009 a Follainville-Dennemont hi havia 651 unitats fiscals que integraven 1.731 persones, la mediana anual d'ingressos fiscals per persona era de 23.619 €.

### Activitats econòmiques
Dels 43 establiments que hi havia el 2007, 11 eren d'empreses de construcció, 6 d'empreses de comerç i reparació d'automòbils, 6 d'empreses de transport, 6 d'empreses d'hostatgeria i restauració, 1 d'una empresa financera, 10 d'empreses de serveis, 1 d'una entitat de l'administració pública i 2 d'empreses classificades com a «altres activitats de serveis».
Dels 18 establiments de servei als particulars que hi havia el 2009, 2 eren tallers de reparació d'automòbils i de material agrícola, 2 paletes, 3 guixaires pintors, 1 lampisteria, 3 electricistes, 1 empresa de construcció, 5 restaurants i 1 saló de bellesa.
L'únic establiment comercial que hi havia el 2009 era una botiga de material esportiu.
L'any 2000 a Follainville-Dennemont hi havia 5 explotacions agrícoles.

## Equipaments sanitaris i escolars
El 2009 hi havia 1 escola maternal i 2 escoles elementals.

## Poblacions més properes
El següent diagrama mostra les poblacions més properes.